# Розицькіт
Розицькіт (рос. розицкит; англ. rosickyite; нім. Rosickyit m) — друга моноклінна модифікація сірки.
Кристали дрібні майже ізометричні або пластинчасті, рідше голчасті.
Спайності не має.
Густина менше 2,07. М'який.
Колір світло-жовтий.
Блиск алмазний. Прозорий.
За нормального тиску нестійкий і переходить у ромбічну сірку. Рідкісний.
Зустрічається у фумаролах Вулкано на Ліпарських островах (Італія), у Гаврині (поблизу Літовіце, Моравія, Чехія) і в Баварському Пфальці (ФРН).
За прізвищем чеського мінералога В. Розицького (V.Rosicky), J.Sekanina, 1931.
Синонім: γ-сірка.